# Valentín Alsina (Argentina)
Valentín Alsina è una città argentina del partido di Lanús, situato nella provincia di Buenos Aires.
Sorge nella parte sud della Gran Buenos Aires, lungo la sponda destra del fiume Riachuelo ed è unita al barrio porteño di Nueva Pompeya tramite il ponte Alsina.
È intitolata alla memoria di Valentín Alsina, politico argentino per due volte governatore della provincia di Buenos Aires.